# Association Familiale Mulliez
Association Familiale Mulliez (AFM) (pol. Stowarzyszenie Rodziny Mulliez) – spółka holdingowa rodziny Mulliez. Rodzina przedsiębiorców wywodzących się z okolic Lille jest jedną z najbogatszych rodzin we Francji. Organizacja ich reprezentująca, AFM, została założona w 1955 roku przez Gérarda Mullieza i od 2014 roku jest kierowana przez Barthélemy’ego Guislaina.
Motto klanu rzymskokatolickiego to „Tous dans tout” – dosłownie: „wszyscy (członkowie rodziny) we wszystkich (biznesach)”.

## Spółki kontrolowane
Za pośrednictwem AFM rodzina sprawuje kontrolę nad następującymi firmami, z których większość została przez nią założona:
- Adeo (85%): sklepy ze sprzętem, markety budowlane
- Agapes Restauration(inne języki): catering systemowy
- Alinéa(inne języki) (37%): sklepy meblowe
- Akwarele: moda damska
- Auchan[3] (84%): hipermarket – sieć
- Boulanger(inne języki) (85%): sklepy z elektroniką
- Brice(inne języki) (100%): odzież dla mężczyzn
- Cannelle: bielizna
- Cultura(inne języki): Książki, płyty CD/DVD, produkty kulturalne. W rzeczywistości należy do holdingu Sodival, którego właścicielem jest zięć Mulliez Philippe Van der Wees[4]
- Decathlon[2] (85%): sklepy z artykułami sportowymi, sklepy sportowe
- In Extenso: buty i odzież
- Jules(inne języki) (wcześniej: Camaïeu homme) (54%):
- Kiabi(inne języki): odzież
- Kiloutou(inne języki) (sprzedane):
- La Vignery: sklep z winem
- Leroy Merlin: (majsterkowanie i ogrodnictwo)
- MacoPharma: firma farmaceutyczna
- Orsay: moda
- Phildar(inne języki) (100%): sklepy z tkaninami, tekstylia
- Picwic(inne języki) (sprzedane): sklepy z zabawkami
- Pimkie: odzież dla młodych kobiet i dziewcząt
- Norauto Midas Europe (10%): naprawy samochodów
- Odyssey: międzynarodowa sieć szkół francuskich
- Oney(inne języki) (poprzednio: Banque Accord): Usługi finansowe, pożyczki
- Saint-Maclou(inne języki) (95%):
- Tape à l'Œil: moda
- Top Office(inne języki): sprzęt biurowy
- Youg’s: sklepy z elektroniką
- Ceetrus: nieruchomości komercyjne
- Nodi: nieruchomości
- Nhood: zarządzanie usługami detalicznymi

## Kontrowersje

### Rosyjska inwazja na Ukrainę w 2022 r.
Po rosyjskiej inwazji na Ukrainę w 2022 roku, która rozpoczęła się 24 lutego, wiele międzynarodowych, zwłaszcza zachodnich firm, wycofało się z Rosji. Większość marek Association Familiale Mulliez tego nie zrobiła, a firma ogłosiła, że będzie kontynuować i rozszerzać swoją działalność, przyciągając znaczną krytykę konsumentów i bojkot. Oprócz tego, w połowie lutego 2023 po śledztwie dziennikarzy z kilku krajów wyszło na jaw, że sieć Auchan organizuje zbiórki w Rosji na rzecz „pomocy humanitarnej”, które de facto są zbiórkami dla Sił Zbrojnych Federacji Rosyjskiej biorących udział w trwającej od 2022 inwazji na Ukrainę; podano także, że sieć przekazuje dane swoich pracowników w Rosji do komisji rekrutujących do rosyjskiej armii.